# Staatsforst Johanniskreuz

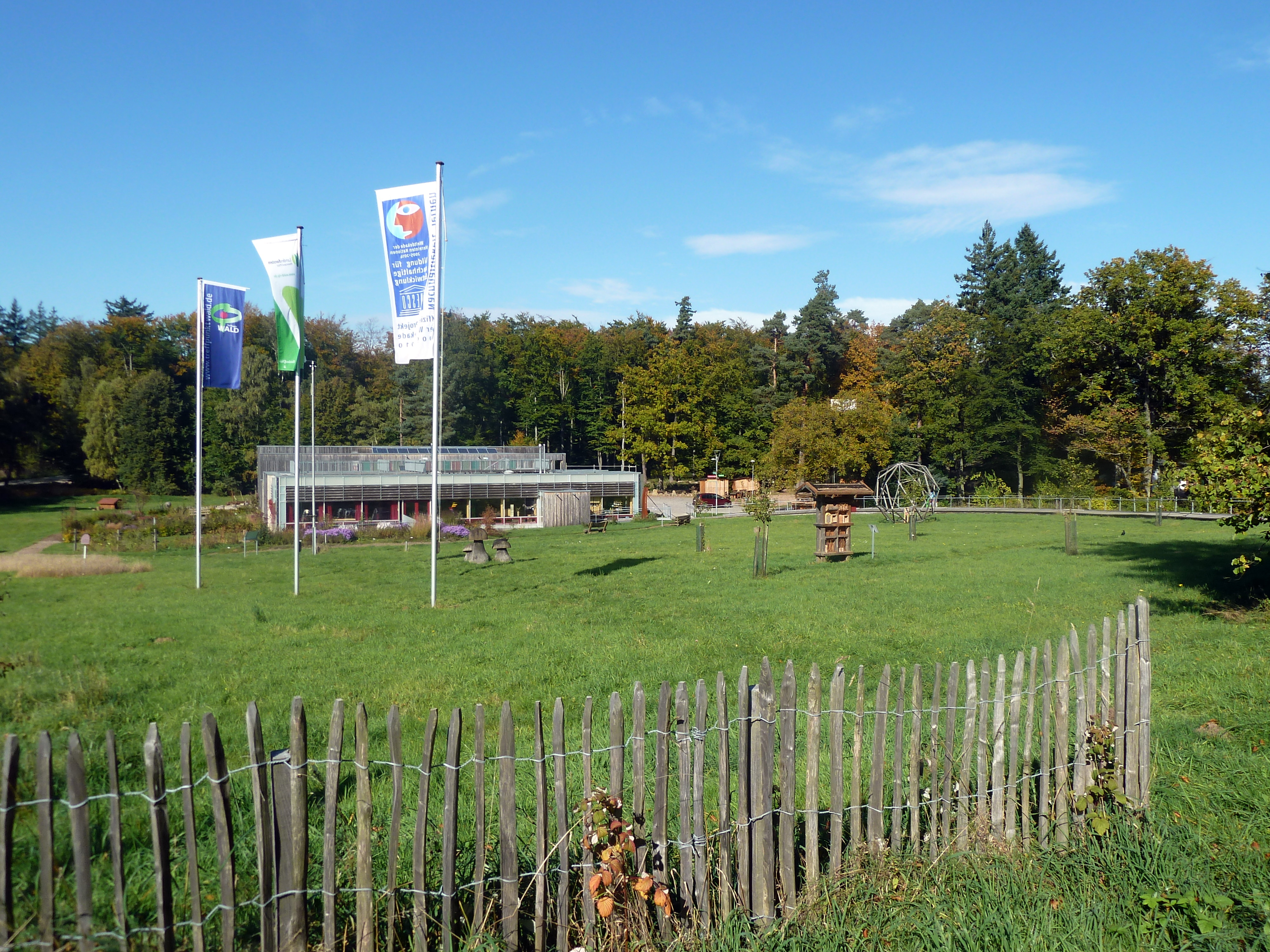
Johanniskreuz

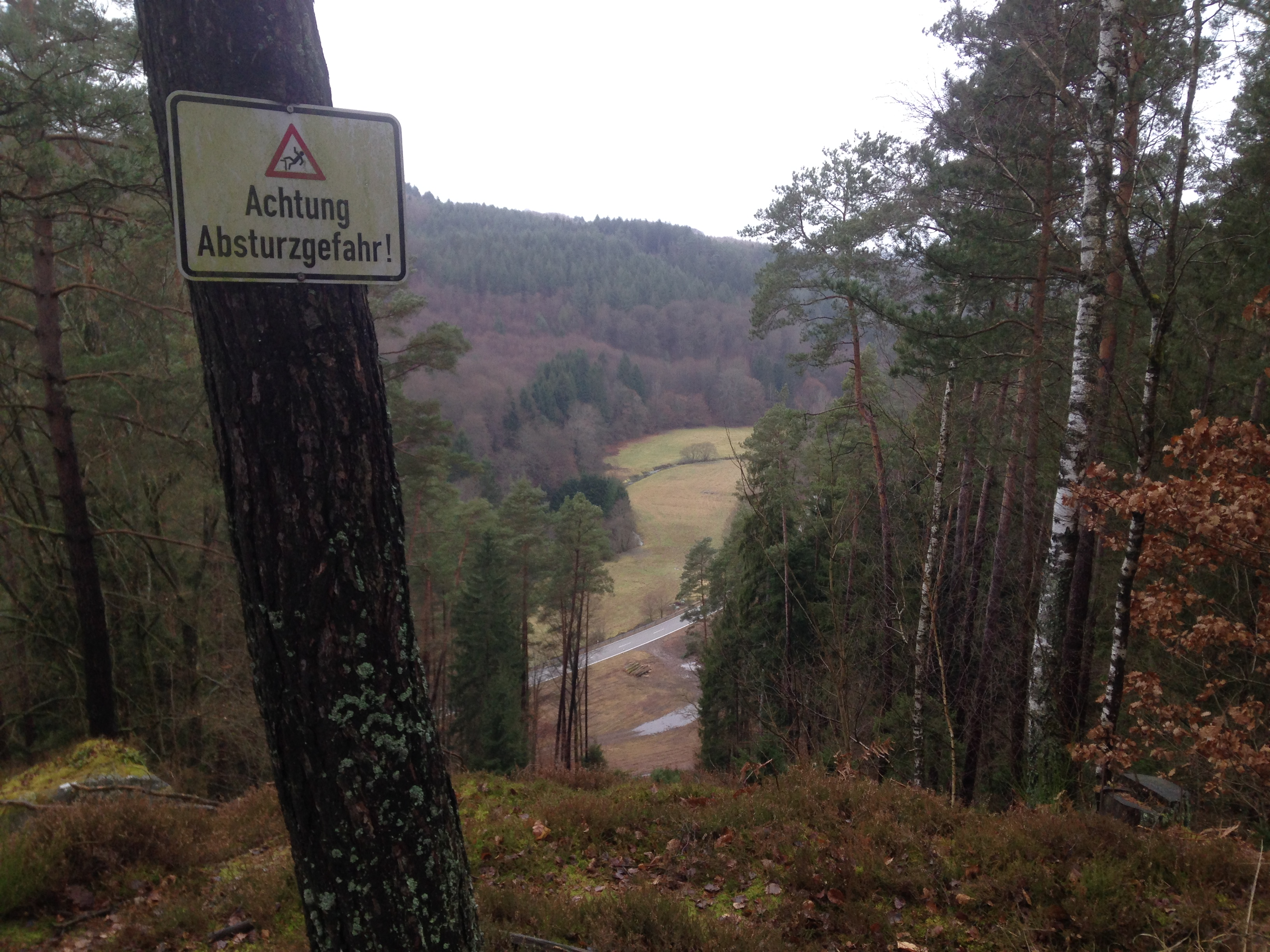
Waldfischbach-Burgalben

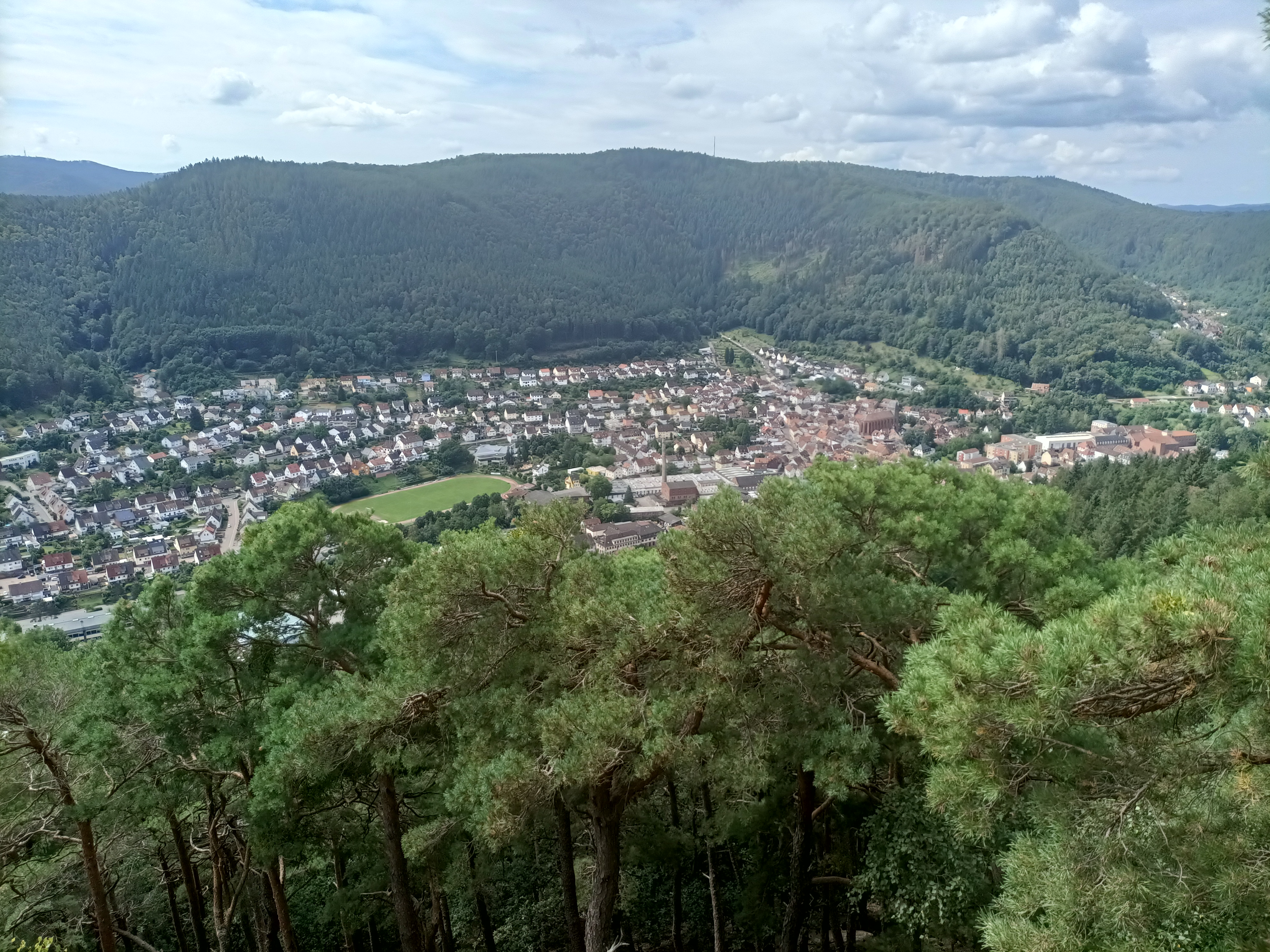
Lambrecht (Pfalz)

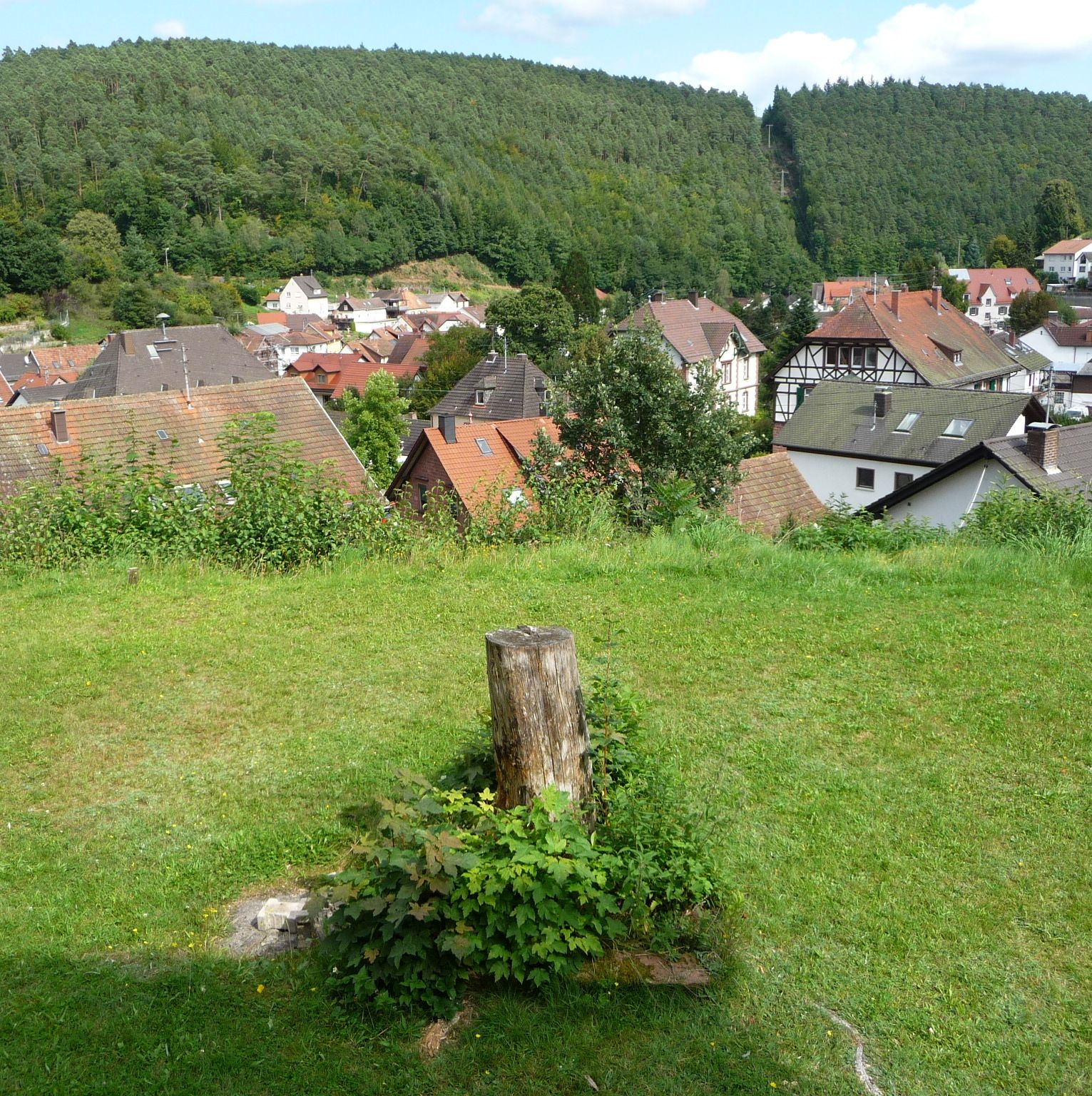
Elmstein

Der Staatsforst Johanniskreuz ist ein 23.000 Hektar großes Waldgebiet in Rheinland-Pfalz, das sich größtenteils innerhalb des Pfälzerwaldes befindet.

## Lage
Mit Ausnahme eines Waldgebiets im Westen der Ortsgemeinde Höheinöd liegt das Gebiet des Staatsforsts Johanniskreuz komplett im Mittleren Pfälzerwald. Es umfasst die Verbandsgemeinden Lambrecht (Pfalz) und Waldfischbach-Burgalben sowie die Ortsgemeinden Clausen, Donsieders sowie den größten Teil von Trippstadt und kleinere Teile der Ortsgemeinden Leimen sowie Wilgartswiesen.

## Organisation
Zuständig ist das Forstamt Johanniskreuz, das seinen Sitz im gleichnamigen Weiler hat. Es ist in folgende Forstreviere gegliedert:
| Nummer | Name          | Gemeindegebiete                                                              |
| ------ | ------------- | ---------------------------------------------------------------------------- |
| 1      | Heltersberg   | Heltersberg, Waldfischbach-Burgalben                                         |
| 2      | Höheinöd      | Clausen, Donsieders, Hermersberg, Höheinöd, Horbach, Waldfischbach-Burgalben |
| 3      | Johanniskreuz | Heltersberg, Leimen, Trippstadt, Wilgartswiesen                              |
| 4      | Klosterwald   | Esthal, Lambrecht                                                            |
| 6      | Morschbach    | Esthal, Frankeneck, Neidenfels, Weidenthal                                   |
| 7      | Mückenwiese   | Elmstein                                                                     |
| 8      | Holzland      | Geiselberg, Heltersberg, Schmalenberg, Steinalben, Waldfischbach-Burgalben   |
| 9      | Elmstein      | Elmstein, Wilgartswiesen                                                     |
| 10     | Trippstadt    | Trippstadt                                                                   |
| 12     | Weidenthal    | Weidenthal                                                                   |
| 13     | Wolfsgrube    | Elmstein, Esthal                                                             |
| 16     | Michaelsberg  | Esthal, Frankeneck, Weidenthal                                               |

Hinzu kommt das Forstgut Sattelmühle, das einen Privatwald bildet.

## Geschichte
In seiner jetzigen Form entstand der Staatsforst am 1. Januar 2004, als das Forstamt Elmstein und der größte Teil der Forstämter Johanniskreuz sowie Waldfischbach-Burgalben zusammengelegt wurden.